# Башни центра Симона Боливара
Башни Центра Симона Боливара (исп. Torres del Centro Simón Bolívar), также известные как Башни Эль-Силенсио (исп. Torres de El Silencio), — две 32-этажные башни-близнецы, достигающие 103 метров в высоту и построенные в 1950-е годы. Они были открыты для общественности 6 декабря 1954 года и располагаются в центральной районе Эль-Силенсио города Каракас, столицы Венесуэлы.
Башни Центра Симона Боливара были самыми высокими башнями-близнецами в Венесуэле до строительства и открытия в 1983 году Комплекса Центрального парка. 7 февраля 1982 года альпинист Дэн Гудвин взобрался по внешней стене одной из башен, используя только свои руки и ноги.

## Галерея

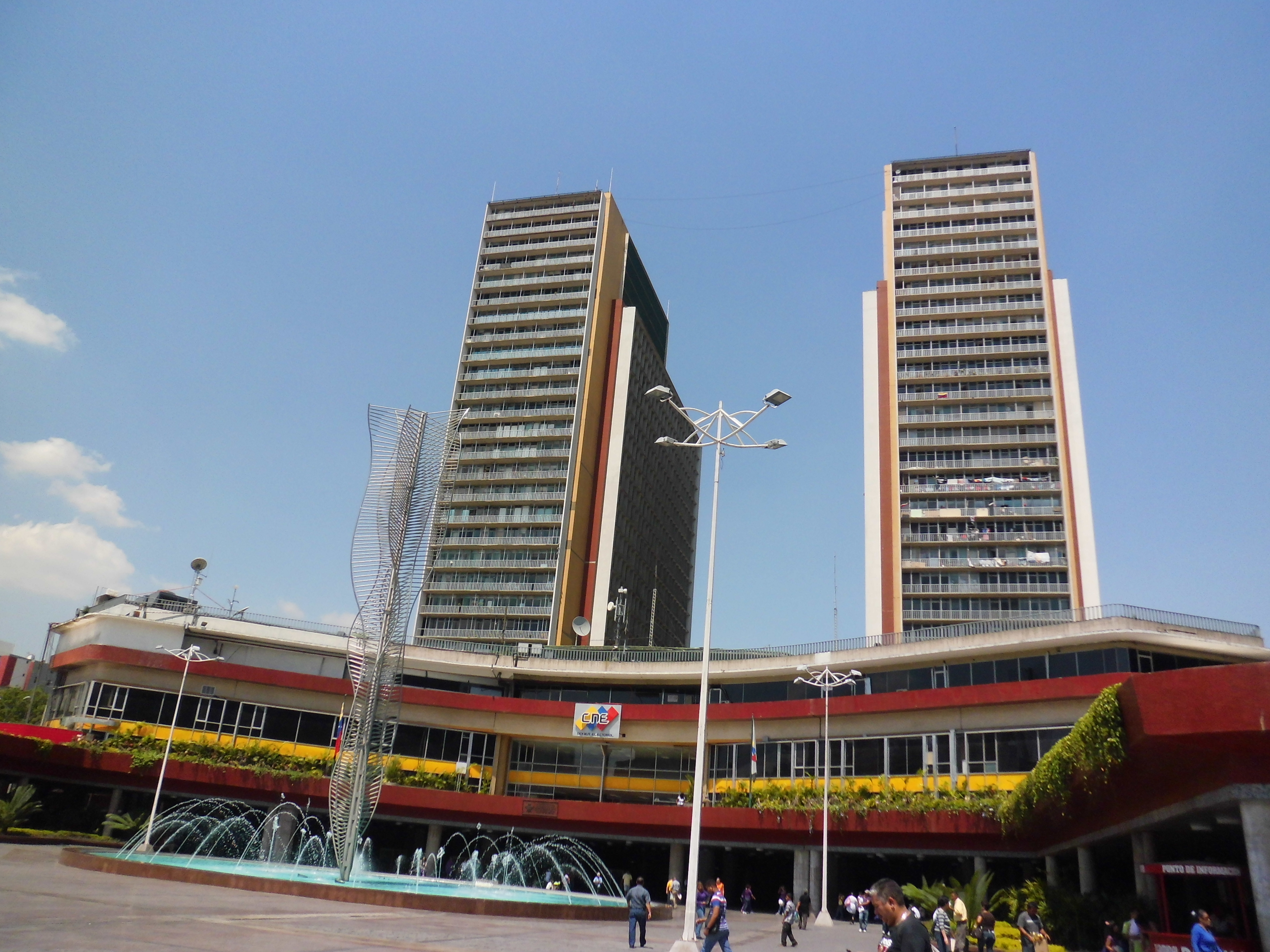
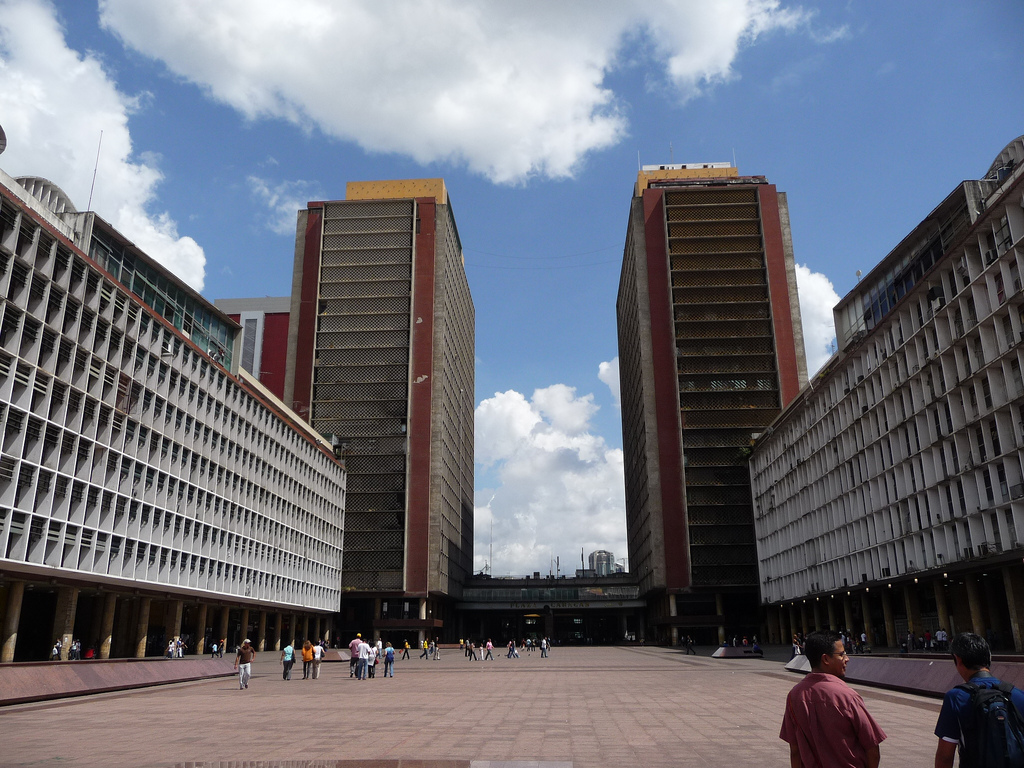
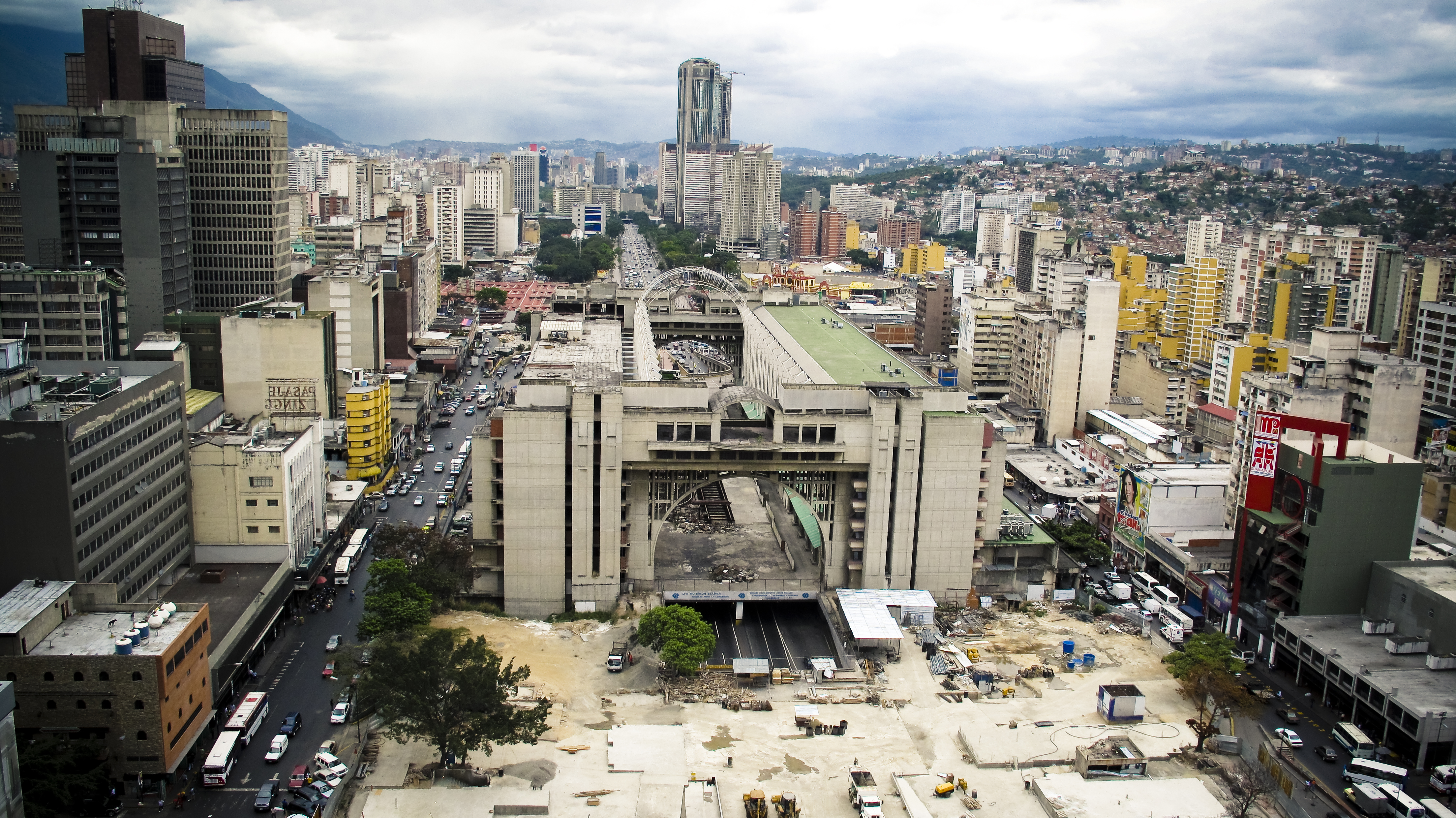